# Verdienstorden des Landes Südtirol
Der Verdienstorden des Landes Südtirol ist eine Auszeichnung der Autonomen Provinz Bozen – Südtirol. Er kann von der Landesregierung verdienten Persönlichkeiten zuerkannt werden, die ihren Wohnsitz außerhalb Südtirols haben. Gewürdigt werden können besondere Verdienste auf wissenschaftlichem, künstlerischem, kulturellem, bildnerischem, sportlichem oder wirtschaftlichem Gebiet, ebenso der verdienstvolle Einsatz für soziale und humanitäre Anliegen sowie für die Belange der Umwelt. Er wird jeweils am 5. September, dem Jahrestag des Pariser Vertrags, verliehen. Erstmals wurde er 2008 verliehen.
Unterteilt ist der Orden in zwei Kategorien, den Verdienstorden des Landes Südtirol und den Großen Verdienstorden des Landes Südtirol. Die Zahl der lebenden Träger der Orden ist begrenzt, auf hundert für den Großen Verdienstorden und auf 150 für den Verdienstorden. Die in Gold und Silber gehaltenen Orden sind in Zusammenarbeit der Fakultät für Design der Freien Universität Bozen mit einem örtlichen Goldschmied entstanden.
Der Große Verdienstorden besteht aus einer Medaille in Gold, einer Umhängekette in Silber, einer Kleinausgabe des Ordens in Form einer Anstecknadel, einer Ehrenurkunde, in der Gründe für die Ehrung angeführt sind, Glaskästchen für die Kette und die Ehrenurkunde.

## Träger des Ordens
- Liste der Träger des Verdienstordens des Landes Südtirol
- Liste der Träger des Großen Verdienstordens des Landes Südtirol